# Chelypus
Genre
Synonymes
- Siloanea Roewer, 1933

Chelypus est un genre de solifuges de la famille des Hexisopodidae.

## Distribution
Les espèces de ce genre se rencontrent en Afrique australe.

## Liste des espèces
Selon Solifuges of the World (version 1.0) :
- Chelypus barberi Purcell, 1902
- Chelypus eberlanzi Roewer, 1941
- Chelypus hirsti Hewitt, 1915
- Chelypus lawrencei Wharton, 1981
- Chelypus lennoxae Hewitt, 1912
- Chelypus macroceras (Roewer, 1933)
- Chelypus shortridgei Hewitt, 1931
- Chelypus wuehlischi Roewer, 1941

## Publication originale
- Purcell, 1902 : On some South African Arachnida belonging to the orders Scorpiones, Pedipalpi, and Solifugae. Annals of the South African Museum, vol. 2, p. 137–225 (texte intégral).